# Emma Raducanu
Emma Raducanu, född 13 november 2002 i Toronto, Ontario, Kanada, är en brittisk tennisspelare.
Raducanu vann damsingeln vid US Open 2021 efter att besegrat kanadensiska Leylah Fernandez i finalen.
Raducanu föddes i Kanada, med en rumänsk pappa och en kinesisk mamma. Raducanu flyttade till Storbritannien med sina föräldrar när hon var två år.